# La Mauvaise Intention
Pour plus de détails, voir Fiche technique et Distribution.
La Mauvaise Intention ou L'Image est un court métrage muet français réalisé par Albert Capellani, sorti en 1911.

## Fiche technique
- Titre : La Mauvaise Intention
- Titre alternatif : L'Image
- Réalisation : Albert Capellani
- Scénario : Jacques de Choudens
- Photographie :
- Montage :
- Producteur :
- Société de production : Société cinématographique des auteurs et gens de lettres (S.C.A.G.L.)
- Société de distribution :  Pathé Frères
- Pays d'origine :  France
- Langue : film muet avec les intertitres en français
- Format : Noir et blanc — 35 mm — 1,33:1 —  Muet
- Genre : Film dramatique
- Métrage : 255 mètres
- Durée : 8 minutes 30
- Dates de sortie :
  -  France : 21 avril 1911

## Distribution
- Charles Mosnier : l'oncle
- Georges Le Roy : le neveu
- Renée Sylvaire : la nièce
- Andrée Marly
- Gabrielle Chalon
- Madame Besnard